# Falco – Helden von heute
Falco – Helden von heute ist ein Musikfilm aus dem Jahr 1984. Es handelt sich dabei um eine vollständige Verfilmung des Albums Junge Roemer des österreichischen Popstars Falco. Die Erstausstrahlung erfolgte am 20. Oktober 1984 im ORF unter dem Titel Helden von heute – Die Falco-Show.

## Handlung
Die Handlung besteht aus einer Aneinanderreihung von Musikvideos zu sämtlichen Titeln des Albums Junge Roemer, die durch eine Zwischenhandlung mit nur wenigen Sprechszenen verbunden sind. Im Mittelpunkt steht Falco. Gezeigt wird seine Odyssee durch verschiedene Szenerien, die seinen Aufstieg von einem Nobody zu einem Star nachvollziehen sollen. Der Vorspann trägt den Hinweis „A PARODY. Not to be taken seriously!“.
- Intro: Eine traumähnliche Sequenz, untermalt mit orientalischen Klängen, zeigt eine Wüstenlandschaft mit flimmernder Luft und Pyramiden am Horizont. In den Katakomben einer Pyramide liegt das Bühnen-Outfit des Kommissars und scheint auf Falco zu warten.
- Helden von Heute (Vorspann): In einem weißen Cadillac-Coupe-DeVille-Cabriolet fährt Falco im Licht der Abendsonne über eine Stadtautobahn und singt dazu Helden von Heute. Er nimmt drei Anhalterinnen auf und setzt seinen Weg fort, wobei er von einem Motorradpolizisten verfolgt wird, der vergeblich versucht, ihn anzuhalten. Die Szene geht in ein Live-Konzert über, wo Falco das Lied vor einem jubelnden Publikum zu Ende singt.
- Zacadaca: Falco schreckt in einer Gefängniszelle in Chicago, Illinois aus seinen Träumen. Er seilt sich unter den Augen der Wache (dargestellt von Robert Ponger) mit einem Bettlaken aus dem Gefängnis ab und flieht. In den Straßen der Stadt wird er Zeuge eines Turf war zweier rivalisierender Straßengangs, der zur Musik der Hip-Hop-Nummer Zacadaca (nicht auf dem Album vorhanden) als Tanzeinlage ausgetragen wird.
- No Answer (Hallo Deutschland): Falco streift durch die Straßen von New York und beobachtet eine Gruppe Passanten bei einem Three Card Monte. Er betritt das legendäre Chelsea Hotel, wo er auf einem Zimmer von einer leichtbekleideten Dame (Brigitta Cimarolli) erwartet wird.[3] Sie versucht ihn zu verführen während er zu der Musik von No Answer (Hallo Deutschland) immer wieder vergeblich versucht, eine Telefonverbindung aufzubauen. Die beiden verlassen danach das Hotel und gehen ins Kino.
- Brillantin' Brutal: Im Kino läuft Brillantin' Brutal, ein im Stil des Film Noir in schwarz-weiß inszenierter Videoclip, der zeigt, wie Falco eine Dame (Cordula Reyer) mit einer Limousine abholt und mit ihr einem Nachtclub betritt.[3] Dort singt er den Song Brillantin' Brutal. Die gesamte Szenerie des Nachtclubs mit seinem in vornehme Abendgarderobe gekleideten Publikum und einem Orchester mit schwarzem Klavierspieler erinnert an den Film Casablanca. Als Falco und seine Begleitung den Nachtclub wieder verlassen, regnet es in Strömen. Weil die Limousine einen Strafzettel und einen Platten hat und das Türschloss klemmt, steigt sie zu einem Unbekannten in einen Fiat Topolino, fährt davon und lässt Falco alleine im Regen stehen. Am Ende geht das Licht im Kino wieder an. Das Publikum lacht den Film aus und bewirft Falco mit Popcorn. Entnervt verlässt dieser das Kino und streift ziellos durch die Stadt.
- Ihre Tochter: Bei seinem Streifzug durch die Stadt entdeckt er ein Schild, das für ein „Institut für Höhere Töchter“ wirbt. Dabei handelt es sich um eine Sauna oder ein Bordell, wo Falco inmitten von leichtbekleideten Damen den Song Ihre Tochter vorträgt. Er durchbricht anschließend eine Wand und landet im Aufnahmestudio seines Produzenten Robert Ponger. Der Aufstieg zum Star beginnt. Man sieht nun einen Trupp von Roadies, die Bühnen-Equipment in mehrere LKW mit dem Schriftzug FALCO verladen. Die Szene wird untermalt von der Musik des Säbeltanzes aus dem Ballett Gayaneh von Aram Chatschaturjan (1946).
- Hoch wie nie: Ein Flugzeugfriedhof bei Tucson, Arizona: Falco singt seinen Song Hoch wie nie, beobachtet von einem Mechaniker (ebenfalls Falco), der im Hintergrund eine Pause macht und einen einarmigen Banditen in seiner Werkstatt bedient. Am Ende landet er einen Treffer: Drei Segelschiffe.
- Steuermann: In der Studiokulisse eines Piratenschiffes vor einer ausgeschalteten Blue Box spielt Falco zusammen mit einer großen Zahl von Musikern, Background-Sängern und Tänzern den Song Steuermann. Auf einer Pressekonferenz wird Falco von Fotografen und Journalisten belagert und von einem Reporter (Marcus Thill) mit einem Schwall von Fragen unter anderem zu seiner Einstellung als „postfeministischer Mann“ bombardiert, die er ungerührt und schweigsam an sich abprallen lässt, ohne darauf zu antworten.
- Nur mit dir: Falco singt in einer Studiokulisse mit einem Schlagzeug und beleuchteten Schaufensterpuppen Nur mit dir. Szenenwechsel: Falco sitzt zu den Klängen von Vivaldi als Gast an der Tafel einer vornehmen Familie mit zwei Kindern und versucht, sehr zur Erheiterung der Tochter, die steife Atmosphäre durch Grimassen aufzulockern. Als ein „Hase nach Art des Senators“ serviert wird und der Familienvater das mit einem schlechten Witz quittiert, verlässt er die Tafel und streift durch das Haus.
- Junge Roemer: Falco entdeckt ein Tonbandgerät und schaltet es ein. Man sieht nun die Szenerie eines Ballsaals, in der die Jeunesse dorée zu der Musik von Junge Roemer exaltiert tanzt. Dazwischen befindet sich Falco, der nun einen Smoking trägt und singt. Eingeschnitten sind Großaufnahmen des singenden Falco, dessen Gesicht mit einem Muster aus Leuchtfarbe geschminkt ist und unter Schwarzlicht erstrahlt. Falco verlässt, immer noch singend, den Ballsaal über eine Prachttreppe und betritt einen Schlossgarten. In Wasserbecken eines Springbrunnens tanzt eine Blondine im Abendkleid, ähnlich der ikonischen Szene im Film Das süße Leben von Frederico Fellini.
- Kann es Liebe sein: Falco steigt im Schlossgarten in den Fond einer Luxuslimousine ein und fährt, eine Sphynx-Katze im Arm, in der beginnenden Morgendämmerung zu der Musik von Kann es Liebe sein davon. Er steigt in einer grünen Landschaft aus und schaut in die Ferne. Dort erblickt er die Wüstenlandschaft mit den Pyramiden, die in der Anfangssequenz des Films zu sehen waren.
- Tut-Ench-Amon (Abspann): Während der Abspann läuft, sind wieder die Katakomben der Pyramide mit dem Kommissar-Kostüm aus der Anfangsszene sehen. Falco interpretiert dort Tut-Ench-Amon, eingehüllt in einen schwarzen Umhang und mit schwarz geschminkten Lippen.

## Hintergrund
Nachdem Falco mit seiner Debüt-LP und dem Hit Der Kommissar seit 1982 weltweit erfolgreich gewesen war, erschien 1984 die von Robert Ponger produzierte Nachfolge-LP Junge Roemer, die als musikalische Vorlage für diesen Film diente. Erstmals wurde dabei ein komplettes Album zu einem Musikvideo verarbeitet. Produziert wurde der Film von der Cinecoop Film Wien im Auftrag von ORF und Bayerischem Fernsehen. Er wurde 1984 in beiden Sendern ausgestrahlt und in den Folgejahren mehrfach wiederholt, ist aber nie als Kaufvideo veröffentlicht worden. Zahlreiche Auszüge des Films, darunter Fragmente fast aller Musikeinlagen sind im Dokumentarfilm Hoch wie nie der DoRo Produktion zu sehen, der nach Falcos Tod im Jahr 1998 veröffentlicht wurde. Sämtliche Musikclips wurden auf der DVD „Falco 60“ veröffentlicht.